# Oidematops
Oidematops is een vliegengeslacht uit de familie van de slakkendoders (Sciomyzidae).

## Soorten
- O. ferrugineus Cresson, 1920